# Borja Docal
Borja Docal Saiz (Santander, Cantabria, 3 de octubre de 1991), conocido como Borja Docal. es un exfutbolista español cuyo último equipo fue el Gimnástica de Torrelavega.

## Trayectoria
Su posición natural es la de extremo izquierdo, pero actualmente juega regularmente en la posición de lateral izquierdo. Destaca por sus internadas, su verticalidad, y su velocidad. Es un jugador formado en la cantera del Racing de Santander que tras destacar en el equipo filial, hizo su debut con el primer equipo el 19 de agosto de 2012, en un partido que su equipo perdió contra la U. D. Las Palmas con un resultado de 0-1 en la Segunda División. El 23 de marzo del siguiente año, el marcó su primer gol en un partido que terminaría con el resultado de 2–3 para el C. D. Lugo. Al final de la temporada 2012-13 disputaría 14 partidos con 1314 minutos de juego.
El 14 de julio de 2013, Docal firma con el C. D. Mirandés de Segunda división.
En febrero de 2017, el lateral y extremo izquierdo, quien disputó en la primera parte de la temporada 2016-17 dos encuentros de la Superliga de Eslovaquia con el Senica, se compromete para el resto de la campaña con el Dynamo Brest bielorruso.

## Vida personal
Es primo del también futbolista Sergio Canales.